# Harry Potter and the Methods of Rationality
Harry Potter and the Methods of Rationality (ungefärlig översättning: Harry Potter och metoderna för rationalitet, i en ofärdig svensk översättning: "Harry Potter och den vetenskapliga metoden"), eller HPMOR som det ofta förkortas, är en Harry Potter-fanfiction skapad av Eliezer Yudkowsky. I bokens 122 kapitel följer läsaren delar av historierna i Harry Potter men får se handlingen ur ett vetenskapligt perspektiv. Boken publicerades som en följetong från 28 februari 2010 till 14 mars 2015.[källa behövs]

## Handling
HPMOR följer Harry Potter (eller Harry James Potter-Evans-Verres som i boken är hans fullständiga namn) precis som i J.K.Rowlings originalhistoria. Det skiljer sig dock markant och en av anledningarna är att Harrys moster Petunia inte gifter sig med Vernon Dursley utan istället med vetenskapsmannen Michael Verres-Evans. Detta gör så att när Harry får reda på att magi finns ser han allt ur ett vetenskapligt och rationellt perspektiv. Han lär sig om ett komplicerat politiskt system i trollkarlsvärlden och Harry får lära sig väldigt mycket av bland annat läraren Professor Quirrell.